# Ignacio de Urbina
Ignacio de Urbina, O.S.H. (Burgos, España, 31 de julio de 1632 – Santa Fe de Bogotá, Nuevo Reino de Granada, 9 de abril de 1703) fue un eclesiástico español, arzobispo de Santa Fe de Bogotá y obispo de Puebla de los Ángeles.

## Biografía
Sus padres fueron Juan de Urbina Escribano y Francisca Ortiz de Zarate. Se unió a la Orden de San Jerónimo y fue prior de los monasterios de Fresdelval, San Juan de Ortega y Salamanca y de los colegios de Ávila y Sigüenza.
Se esmeró en la disciplina del clero y corrigió muchos abusos de los religiosos, mejoró la Catedral de Burgos y la dotó de un nuevo órgano.
Definidor y visitador general, así como calificador del Santo Oficio, fue nombrado arzobispo de Santa Fe de Bogotá, en el Nuevo Reino de Granada. Tomó posesión el 25 de septiembre de 1690. Su quebrantada salud le impidió recorrer su arzobispado, por lo que designó visitadores para las zonas a las que no pudo llegar personalmente.

## Última etapa
Fue promovido al obispado de Puebla de los Ángeles y al virreinato de Nueva España el 14 de mayo de 1700, pero debido a su salud no pudo ir y renunció al obispado de Puebla en 1702. Posteriormente falleció en Santa Fe de Bogotá el 9 de abril de 1703.